# Mia and Me
Mia and Me (Os Mundos de Mia (título em Portugal) ou O Mundo de Mia (título no Brasil)) é uma série infantil em live-action e animação CGI, criada por Gerhard Hahn.
Em Portugal a primeira temporada estreou no Canal Panda no dia 17 de dezembro de 2012 e em 2014 estreou a segunda no Canal Panda, a primeira temporada também é exibida na TVI desde da estreia do Kid Kanal.
No Brasil a primeira temporada da série estreou na TV Paga pelo canal infantil Gloob no dia 14 de abril de 2014, e a segunda temporada estreou em 23 de janeiro de 2017. A terceira temporada estreou pelo serviço de streaming Netflix em Janeiro de 2019. Enquanto na TV Aberta a série estreou pela primeira vez na TV Cultura no dia 12 de outubro de 2020.
Uma quarta temporada está em produção com sua parte em live-action já filmada, e um filme chamado Mia and Me: The Hero of Centopia está sendo produzido pela m4e, Hahn & m4e Productions, e Flying Bark Productions

## História

### 1ª Temporada
Mia é uma bela menina de 12 anos que perdeu os pais e foi levada para um colégio interno. Lá ela recebe de sua tia um livro chamado A Lenda de Centopia, o livro dado de presente de aniversario pelo seu pai, é encantado, e nele esconde um mundo totalmente diferente do que Mia vive, com seu bracelete magico e oráculos para resolver, Mia embarca em uma grande aventura em Centopia, um lugar cheio de elfos, unicórnios, faunos e dragões, mas além de tudo também existe Panthea, uma elfa das trevas que veio para Centopia para capturar chifres de unicórnio.

### 2ª Temporada
Mia vai para a fazenda de seu avô Renzo para passar as ferias de verão, lá ela conhece Mario um rapaz que ajuda na fazenda de Renzo, e reencontra Violetta, a famosa "rainha" do colégio onde Mia estudou. Centopia chama Mia novamente, e ansiosa com a volta ela vê que tudo está em paz, mas logo surge um elfo estranho chamado Rixel e sua ilha flutuante "Divertopia", Mia tem um pressentimento mal sobre Rixel e logo descobre seus planos com Gargona para capturar o Unicórnio Alado. Ao longo da série Mia, Yuko e Mô fazem de tudo para proteger Centopia de Rixel e Gargona.

### 3ª Temporada
Em mais uma férias de verão, Mia planeja tudo para passar as férias em um hotel fazenda em Trentino-Alto Adige, mas acaba sendo surpreendida por um erro ao escolher as datas do mês errado, mas Mia acaba descobrindo uma fazenda por perto enquanto procurava o cavalo Pepino que escapou do hotel, nessa Fazenda, Mia acaba conhecendo Sara, uma menina bastante animada que ficou cega depois de um acidente, enquanto sua estádia fica estremecida, Mia acaba voltando para Centopia, onde descobre que Onchao vai ter uma irmã, e como sempre Gargona surge novamente com um novo aliado o insetão chamado Dax que foi enviado pelo Lorde Drakon.

### 4ª Temporada
Antes de voltar a Centopia, Mia é submersa em uma aventura comovente como assistente de veterinária em uma zona rural da Bélgica.

## Elenco
| Personagem     | Ator/Atriz                        | Dublador(a)         | Dobrador(a)           | Temporada | Temporada | Temporada |
| Personagem     | Ator/Atriz                        | Dublador(a)         | Dobrador(a)           | 1.ª       | 2.ª       | 3.ª       |
| -------------- | --------------------------------- | ------------------- | --------------------- | --------- | --------- | --------- |
| Mia            | Rosabell Laurenti Sellers         | Ana Lúcia Menezes   | Márcia Correia        | Regular   | Regular   |           |
| Mia            | Margot Nuccetelli                 | Ana Lúcia Menezes   | Vânia Blubird Pereira |           |           | Regular   |
| Mo             | Andrew Craig                      | Gustavo Pereira     | Pedro Miguel Dias     | Regular   | Regular   |           |
| Mo             | Andrew Craig                      | Cadu Paschoal       | Pedro Miguel Dias     |           |           | Regular   |
| Yuko           | Taija Isen/ Ana Sani/ Nicole Hise | Pamella Rodrigues   | Isabel Carvalho       | Regular   | Regular   | Regular   |
| Violetta/Varia | Josephine Benini                  | Natali Pazete       | Joana Carvalho        | Regular   | Regular   |           |
| Paula          | Saphia Stoney                     | Jéssica Vieira      | Teresa Arcanjo        | Regular   |           |           |
| Vincent        | Adrian Moore                      | Fabrício Vila Verde | Raquel Rosmaninho     | Regular   |           |           |
| Mario          | Luca Saviozzi Murphy              | Charles Emmanuel    | Jorge Seabra Paupério |           | Regular   |           |
| Panthea        | Elizabeth Hanna                   | Mariângela Cantú    | Raquel Rosmaninho     | Regular   |           |           |
| Gargona        | Norma Dell'Agnese                 | Marcia Coutinho     | Teresa Arcanjo        | Regular   | Regular   | Regular   |
| Phuddle        | Jonathan Wilson                   | Alexandre Moreno    | Jorge Seabra Paupério | Regular   | Regular   | Regular   |
| Rixel          | David -Pender -Crichton           | Mauro Ramos         | Rui Oliveira          | Regular   | Regular   |           |
| Polyteus       | Deconhecido(a)                    | Luis Carlos Persy   | Mário Santos          | Regular   | Regular   | Regular   |

## Episódios

### 1ª Temporada
| #  | Título Original          | Título Brasileiro       |
| -- | ------------------------ | ----------------------- |
| 1  | Talking to Unicorns      | Um Novo Mundo           |
| 2  | Centopia's Hope          | A Esperança de Centopia |
| 3  | Restoration              | Restauração             |
| 4  | Trumptus Lost            | Tromptus Perdido        |
| 5  | The Golden Son           | Unicórnio Dourado       |
| 6  | Onchao's Oasis           | O Oásis                 |
| 7  | Hope in Pieces           | Sem Esperança           |
| 8  | Ziggo's Day Off          | Folga de Ziggo          |
| 9  | The Elves and the Dragon | Elfos e Dragões         |
| 10 | The Blossom Tree         | Árvore Florida          |
| 11 | All That Glitters        | O Tesouro Escondido     |
| 12 | Phuddle's Foibles        | O Medo de Phuddle       |
| 13 | The Fire Unicorn         | O Unicórnio de Fogo     |
| 14 | The Wizened Woods        | A Floresta Seca         |
| 15 | Miss Know-It-All         | Senhora Sabichona       |
| 16 | The Unicorn Trap         | Armadilha de Unicórnio  |
| 17 | All Dressed Up           | Rainha das Flores       |
| 18 | King for a Day           | Rei Por um Dia          |
| 19 | The Panned Piper         | Unicórdio               |
| 20 | Cave of Truth            | A Caverna da Verdade    |
| 21 | Against the Wind         | Contra o Vento          |
| 22 | Under the Moon           | Luz da Lua              |
| 23 | Choosing Sides           | A Escolha               |
| 24 | Tears of Joy             | Lágrima de Alegria      |
| 25 | Panthea's Proposal       | A Proposta de Panthea   |
| 26 | The End of an Age        | O Fim de uma Era        |

### 2ª Temporada
| #  | Título Original               | Título Brasileiro             |
| -- | ----------------------------- | ----------------------------- |
| 1  | The Mysterious Visitor        | O Visitante Misterioso        |
| 2  | Behind the Curtain            | Atrás Da Cortina              |
| 3  | The Animal Guardians          | Os Guardiões Dos Animais      |
| 4  | Dragons in Danger             | Dragões Em Perigo             |
| 5  | The Ghost of Blackwood Forest | O Fantasma Da Floresta Negra  |
| 6  | The Spell of the Green Fluids | A Magia Do Fluido Verde       |
| 7  | Beyond the Wall of Vines      | Além Do Muro De Videiras      |
| 8  | A Father's Feather            | A História De Ono             |
| 9  | Speaking with Stones          | Falando Com Pedras            |
| 10 | Dancing with Stars            | Dançando Com As Estrelas      |
| 11 | The Unwanted Roommate         | O Companheiro Indesejável     |
| 12 | That's What Friends are For   | Amigos São Para Isso          |
| 13 | Return to Panthea's Castle    | A Volta Ao Palácio De Pantéa  |
| 14 | The Whistling Bolobo          | O Bolobo Assobiante           |
| 15 | My Name is Varia              | Meu Nome é Varia              |
| 16 | Crossing the Rainbow Bridge   | Cruzando A Ponte Do Arco Íris |
| 17 | Taking Sides                  | A Escolha Certa               |
| 18 | A Shower of Pollen            | Chuva De Pólen                |
| 19 | The Fiery Flower              | A Flor Ardente                |
| 20 | Journey to the North          | A Viagem Para O Norte         |
| 21 | The Unicorn King              | O Rei Dos Unicórnios          |
| 22 | The Rainbow Spring            | A Fonte Do Arco-Íris          |
| 23 | Hide and Seek                 | Pique-Esconde                 |
| 24 | A Sticky Situation            | Situação Grudenta             |
| 25 | The Strongest Team            | A Equipe Mais Forte           |
| 26 | Breaking the Spell            | Quebrando O Feitiço           |

### 3ª Temporada
| #  | Título Original          | Título Brasileiro                   |
| -- | ------------------------ | ----------------------------------- |
| 1  | Kyara's Birth            | O Nascimento de Kyara               |
| 2  | The Dark Elf's Arrival   | A Chegada do Elfo das Trevas        |
| 3  | King and Queen Asleep    | O Sono do Rei e da Rainha           |
| 4  | Pan King's Secret        | O Segredo do Rei dos Pãs            |
| 5  | Sister Wracked           | Briga de Irmãs                      |
| 6  | Unicorn Kindergarten     | O Jardim de Infância dos Unicórnios |
| 7  | Phuddle Moves Out        | Phuddle Se Muda                     |
| 8  | The Highest Bidder       | Quem Dá Mais                        |
| 9  | Night Becomes Day        | A Noite Vira Dia                    |
| 10 | Circle of Life           | O Ciclo da Vida                     |
| 11 | Glowing Arrows           | Setas Brilhantes                    |
| 12 | Finding Simo             | Procurando Simo                     |
| 13 | Freeze and Snoot         | Flores de Careta                    |
| 14 | Monster Alarm            | Alerta de Monstros                  |
| 15 | Moonstruck               | A Magia da Lua                      |
| 16 | Unicorn of Hearts        | O Unicórnio de Copas                |
| 17 | The Giant Butterfly      | A Borboleta Gigante                 |
| 18 | Bluebardo in Trouble     | Um Bluebardo em Perigo              |
| 19 | The Shyest Unicorn       | O Unicórnio Tímido                  |
| 20 | Return to Rainbow Island | Retorno à Ilha do Arco-Íris         |
| 21 | Ziggo Moves Out          | Ziggo Vai Embora                    |
| 22 | Return to Crystal Cave   | Retorno à Gruta de Cristal          |
| 23 | Heist on Dark Castle     | O Roubo no Castelo Sombrio          |
| 24 | Seeing in the Dark       | Enxergando no Escuro                |
| 25 | Big Sleep                | O Longo Sono                        |
| 26 | The Last Stand           | O Último a Resistir                 |

### 4ª Temporada
| #  | Título Original                | Título Brasileiro | Título Portugal                  |
| -- | ------------------------------ | ----------------- | -------------------------------- |
| 1  | Strange Tides                  |                   | Marés Estranhas                  |
| 2  | Zealanding                     |                   | Zelândia                         |
| 3  | The Coming Storm               |                   | A Tempestade Está Chegando       |
| 4  | Go With The Flo                |                   | Ir Com A Flor                    |
| 5  | The Rainbow Bridge             |                   | A Ponte Do Arco-íris             |
| 6  | Battle Of The Dragons          |                   | A Batalha Dos Dragões            |
| 7  | Shimmering Moon                |                   | A Lua Cintilante                 |
| 8  | The Land Of Swamp And Honey    |                   | A Terra do Pântano E Do Mel      |
| 9  | In Rhythm                      |                   | No Ritmo                         |
| 10 | Duel Of The Pans               |                   | Duelo De Pans                    |
| 11 | Dancing Lights                 |                   | Luzes Que Dançam                 |
| 12 | Hidden Treasures               |                   | Tessouros Escondidos             |
| 13 | What The Mirrors Will Tell You |                   | O Que Os Espelhos Vão Te Dizer ? |
| 14 | The Lilac Grotto               |                   | A Gruta Lilás                    |
| 15 | The Backup                     |                   | O Apoio                          |
| 16 | The Sneaky Snakeman            |                   | O Serpenteiro Sorrateiro         |
| 17 | The Hanging Gardens            |                   | Os Jardins Suspensos             |
| 18 | A Freezing Venture             |                   | A Aventura Congelante            |
| 19 | Under Attack                   |                   | Sob Ataque                       |
| 20 | A Fiery Adventure              |                   | Uma Aventura Escaldante          |
| 21 | Das Sprechende Einhorn         |                   | O Unicórnio Falante              |
| 22 | Ein Käfer im Dschungel         |                   | Um Bissouro Na Selva             |
| 23 | Sternenklar und Stacheling     |                   | Estrelado e Espetado             |
| 24 | Die Letzte Zuzat               |                   | O Ingrediente Final              |
| 25 | Der Trank der Einheit          |                   | A Poção da Unidade               |
| 26 | Centopia In Gafahr             |                   | Centopia Em Perigo               |